# Sarepta (Wolgograd)

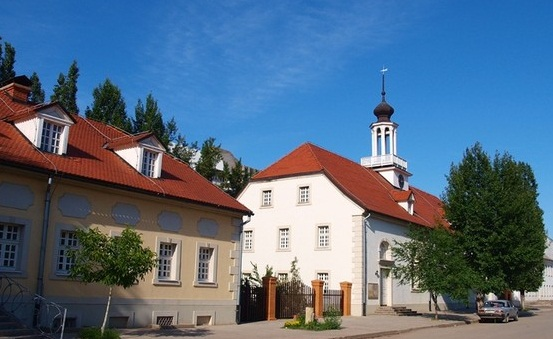
Bücherei und restaurierte Kirche von 1780

Sarepta war eine Siedlung der Herrnhuter Brüdergemeine im Gouvernement Astrachan. An sie erinnert heute das Freilichtmuseum Alt-Sarepta in Wolgograd.

## Geschichte
Von Katharina II. ins Russische Kaiserreich eingeladen, erreichten die ersten fünf Glaubensbrüder aus Deutschland mit ihren russischen Begleitern im August 1765 das Gebiet von Zarizyn, dem heutigen Wolgograd. Sie konnten ihr Land „zum ewigen Eigentum“ selbst aussuchen und durften eine Selbstverwaltung einsetzen. Am nordwestlichen Ufer der Sarpa, einem rechten Nebenfluss der Wolga, entstand Sarepta. Obwohl die Kalmücken den Fluss Sarpa-ta nannten, bezog der Ortsname sich nicht auf den Fluss, sondern auf das 1. Buch der Könige (1 Kön 17,9 ): „Mach dich auf, und geh nach Sarepta ...“. 25 km von der Festung Zarizyn entfernt, lag das Gebiet am südwestlichen Ufer der Wolga. Es erstreckte sich am Ufer über 7 Werste (≈ 7 km) und war 5807 Dessjatinen (etwa 6388 ha) groß, bei dem salzigen Boden aber mancherorts unbrauchbar. 1771 traf die erste Verstärkungskolonne mit 66 Siedlern ein.
Die Siedlung war eine Kopie von Herrnhut in der Oberlausitz. 1767 bauten die Brüder eine Wasserleitung von den Bergen nach Sarepta. Vom selben Jahr an für 30 Jahre von Steuern freigestellt, widmeten sie sich zur Freude der russischen Regierung vor allem dem Handel, dem Handwerk und der proto-industriellen, von der Arbeitsweise der Manufakturen angeregten Produktion. 1768 entstand eine Fabrik, die importierten und halb so viel regionalen Tabak verarbeitete. Am meisten lohnte sich die Verarbeitung von Baumwolle. Die nach dem Ort benannte Sarpinka war als Textilie über die Wolgaregion hinaus bekannt. Bekannt wurde die Herrnhuter-Kolonie auch für den Weinanbau und die florierenden Handwerke. Eine 1773 entdeckte mineralhaltige Quelle brachte viele Besucher und begünstigte das Wachstum der Siedlung. Sarepta wurde zur wichtigsten und bekanntesten aller deutschen Kolonien in Russland.
Am Rand der Steppe waren Plünderungen von Kalmücken und Angriffe von nahegekommenen Türken zu fürchten. Deshalb wurde der Ort schon 1769 mit Wall und Graben, 6 Bastionen und 12 Kanonen befestigt. 20 Mann bildeten eine Schutzwache. Das gelassene Nebeneinander mit den Kalmücken trug entscheidend dazu bei, dass diese Nomaden sesshaft wurden.
Im 19. Jahrhundert machte die Säkularisierung ein Herrnhuter-Leben immer schwieriger. 1892 wurden die letzten Brüder nach Herrnhut zurück berufen und Sarepta als Niederlassung der Brüdergemeine aufgegeben. Geblieben ist eine deutsche evangelische Kirchengemeinde von 30.000 Russlanddeutschen. Die von den Herrnhutern gegründete Senffabrik besteht noch und produziert unter anderem Senföl. Die Wolgograder kennen es vom Kindesalter und mögen es daher sehr. Die Russen aus anderen Regionen können es dagegen nicht vertragen.

## Bevölkerungsentwicklung
Im 19. Jahrhundert wuchs Sareptas Bevölkerung nur sehr langsam. Die Einwohnerzahl schwankte zwischen 1300 und 1500. Die Geburtenrate überstieg die Sterberate allenfalls geringfügig. Im Jahre 1901 lebten 2072 Menschen (1338 Deutsche und 734 Russen) in Sarepta.

## Museum Alt-Sarepta
1989 bildete der Lehrer Aleksandr Pjotr Popow eine Bürgerinitiative zur Restaurierung der historischen deutschen Häuser. Popow machte die lokale Verwaltung auf den Zustand der Häuser aufmerksam und bemühte sich um die Finanzierung. Die Kirche wurde um 1780 gebaut und ist das älteste Gebäude Wolgograds. Die deutsche Gemeinde sorgt für die Erhaltung der Häuser und nutzt die Kirche für ihre deutschsprachigen Gottesdienste. Zum Freilichtmuseum zählen heute etwa 15 Häuser, von denen 8 erneuert wurden.
Nordrhein-Westfalen stiftete 1996 eine Bibliothek, die gepflegt und ergänzt wird. Die ARD brachte am 5. Januar 2013 eine Dokumentation über Wolgograd und berichtete auch über die deutsche Gemeinde. Das Musej Staraja Sarepta ist in der Uliza Isobilnaja 10 in Krasnoarmeisk, das erst 1945 nach Wolgograd eingemeindet wurde.
Ulrich Brandenburg, der deutsche Botschafter in der Russischen Föderation, besuchte Alt-Sarepta 70 Jahre nach der Schlacht von Stalingrad.

## Söhne und Töchter
In Sarepta geboren wurden:
- Daniel Heinrich Willy (1786–1861), deutscher Jurist und Hochschullehrer
- Joseph Christian Hamel (1788–1862), deutschstämmiger Arzt, Naturforscher und Technologe in russischen Diensten
- Heinrich Rudolf Wullschlägel (1805–1864), russlanddeutscher Geistlicher der Herrnhuter Brüdergemeine
- Alexander Becker (1818–1901), russlanddeutscher Entomologe und Botaniker